# Микроволновый радиометр

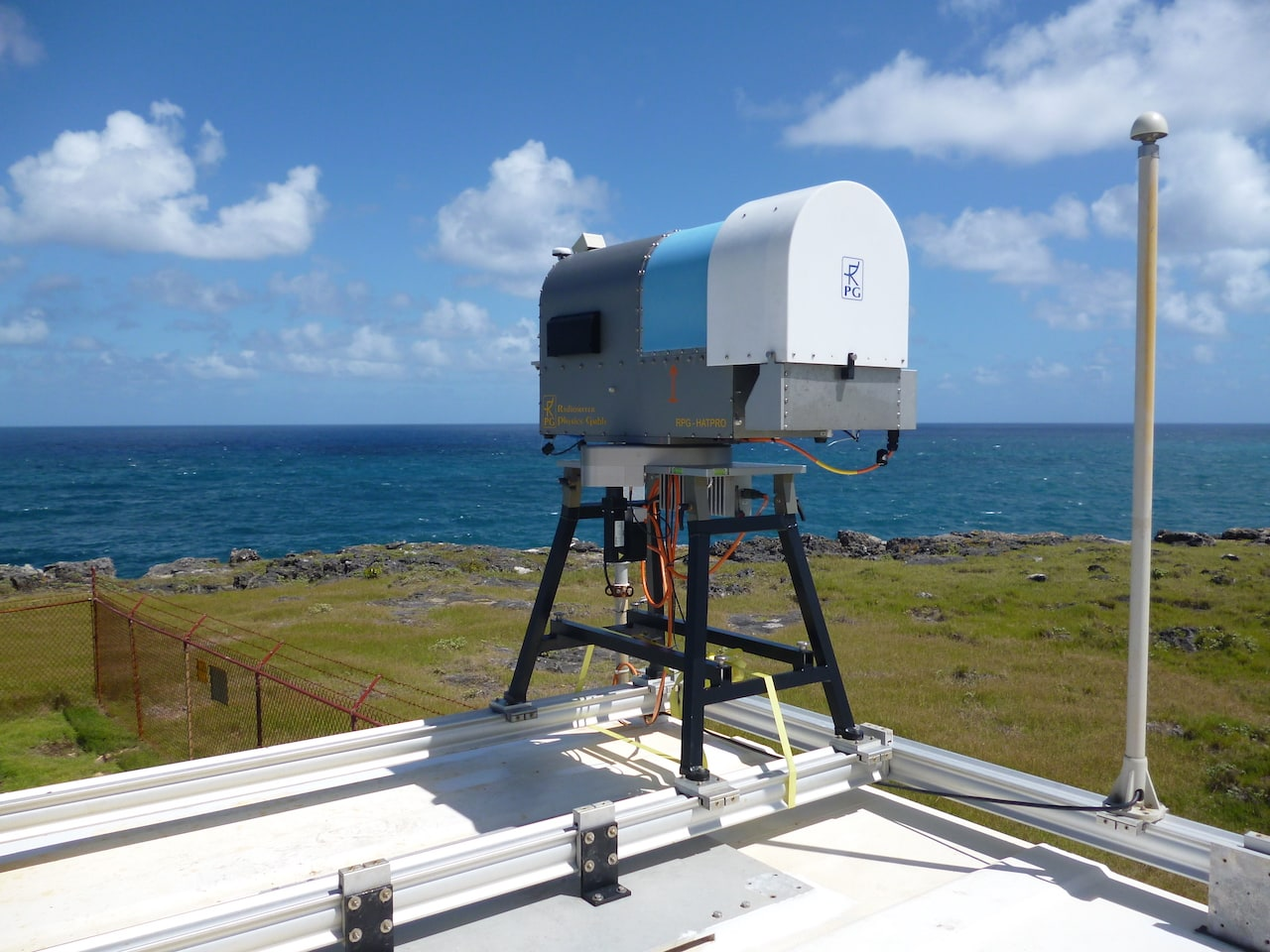
Микроволновый радиометр (HATPRO-SUNHAT), Обсерватория на Барбадосе.

Микроволновый радиометр — инструмент дистанционного зондирования, производящий измерения энергии в микроволновом диапазоне (на частотах от 1 до 1000 ГГц). Большинство микроволновых радиометров оборудованы множеством приемных каналов для эффективного определения характеристик излучения, полученного со стороны атмосферы или объектов, находящихся в космосе. В настоящее время, микроволновые радиометры широко используются в различных областях деятельности человека от научных исследований в области геофизики и радиоастрономии до инженерных изысканий.
Анализ излучения микроволнового диапазона в интервале 1-300 ГГц дает возможность использования дополнительной информации в видимом и инфракрасном диапазонах. Атмосфера и растительность — полупрозрачны в микроволновом диапазоне, в то время как атмосферные компоненты, такие как сухие газы, водяной пар или атмосферные осадки вступают в активное взаимодействие с микроволновым излучением. Однако, даже облачная атмосфера на данном частотном диапазоне пропускает определенное количество излучениях.
Микроволновые радиометры используются как на земле, так и в космосе для исследований в области погоды и климата, а также для атмосферного мониторинга. Современные микроволновые радиометры изготавливаются для работы в бесперебойном автоматическом режиме. Кроме того, некоторые типы радиометров проектируются для совместного использования с другими инструментами атмосферного дистанционного зондирования вроде лидаров или радаров. Радиометры предоставляют бесценную информацию о метеорологических характеристиках таких как: температура, относительная влажность, интегральное содержание водяного пара в атмосферном столбе, жидкокапельное содержание водяного пара. Все характеристики считываются радиометрами в высоком временном и пространственном разрешении в режиме реального времени практически в любых погодных условиях.

## История микроволновой радиометрии
Первые разработки микроволновых радиометров, предназначенных для исследования космического излучения относятся к 1930—40-м годам. Роберт Диккe в 1946-м году разработал и ввел в эксплуатацию один из самых распространенных, как оказалось впоследствии, типов микроволновых радиометров. Этот радиометр, предназначенный для измерений температуры фонового микроволнового излучения, был сделан в Массачусетском Технологическом Институте, в Лаборатории по исследованиям радиации. Рабочий диапазон данного радиометра располагался на длине волны в 1.25 см. Позже, используя три разных радиометра (длины волн этих радиометров были равны 1, 1.25 и 1.5 см), Дикке сумел обнаружить слабое атмосферное поглощение в микроволновом диапазоне.
Вскоре после запусков первых спутников в космос, микроволновые радиометры стали неотъемлемой частью орбитального оборудования. В 1962-м году спутник Маринер-2, оборудованный микроволновым радиометром для измерения содержания водяного пара и температуры, был отправлен в космос сотрудниками НАСА для исследования поверхности Венеры. В 1968-году советскими учеными на борту спутника "Космос-243" был запущен первый в мире многочастотный радиометр, предназначенный для радиометрического зондирования планеты Земля. В состав бортового радиоспектрометра ИСЗ “Космос-243” входили направленные в надир каналы с длинами волн 0.8, 1.35, 3.4 и 8.5 см. В последующие годы, множество микроволновых радиометров было установлено на различные спутники. Одной из важнейших точек в истории микроволновой радиометрии стал запуск Сканирующего Многоканального Микроволнового Радиометра на борту спутника Нимбус в 1978-м году. Особенностью данного радиометра был режим конического сканирования, с помощью которого были сделаны снимки Земли с постоянным углом наблюдения. Фактор угла являлся ключевым в этом вопросе, так как излучающие свойства земной поверхности имеют угловую зависимость. В начале 1980-х были разработаны новые разновидности микроволновых радиометров, способных работать на нескольких частотах и имеющих двухполюсную поляризацию. Два радиометра нового типа были запущены в рамках космических миссий Nimbus-7 и Seasat. Nimbus-7 открыл новые горизонты геофизического мониторинга, проводя микроволновые измерения поверхности океанов, почвы, покрытой снегом, а также поверхности ледников. В наши дни, микроволновые радиометры используются не только в космосе на борту спутников, но и на земле.

Наземные микроволновые радиометры, созданные для определения профилей температуры в атмосфере, были впервые разработаны и введены в эксплуатацию в 1960-х годах. Технологический прогресс и разработки в области микроволновой радиометрии позволили добиться значительных успехов в развитии радиометров. В настоящее время, атмосферные исследования с помощью микроволновых радиометров хорошо скоординированы и автоматизированы благодаря наличию различных наземных мониторинговых сетей.

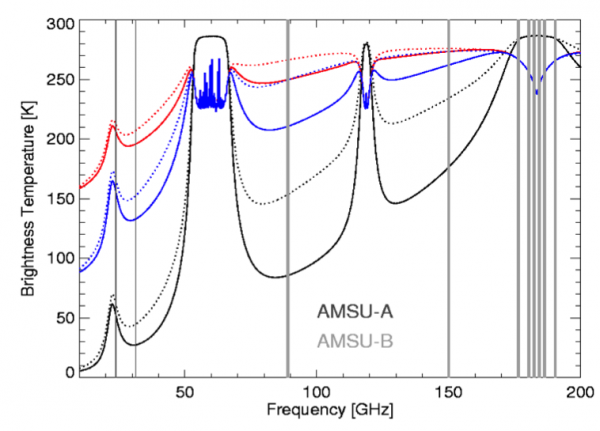
Микроволновый спектр: Черная линия представляет из себя смоделированный спектр для наземного радиометра, цветные линии представляют из себя спектры излучений, полученных со спутниковых микроволновых измерений над океаном в двух режимах (красная — вертикальная линейная поляризация, синяя — горизонтальная линейная поляризация). Сплошные линии являют собой смоделированные условия в безоблачной атмосфере, пунктирные линии — с присутствием одного облака, содержащего жидкую воду. Вертикальные линии обозначают репрезентативные частоты, используемые спутниковыми сенсорами типа AMSU.

## Принцип работы
Вещества в твердом, жидком и газообразном состоянии (то есть земная поверхность, океаны, полярные льды, снег и растительность) излучают и поглощают микроволновую радиацию. Количество излучения, которое регистрируется радиометром, обычно, выражают с помощью яркостной температуры, своеобразного эквивалента температуры абсолютно черного тела. В микроволновом диапазоне есть сразу несколько атмосферных газов, которые имеют вращательную линию поглощения. Каждый газ обладает уникальными поглощательными свойствами, на основе которых можно судить о количестве того или иного газа в атмосфере и о его вертикальной структуре. Одна из линий поглощений кислорода, к примеру, находится в районе 60 ГГц. Поглощательные свойства молекул кислорода вызваны магнитными дипольными переходами. Используя эти свойства, можно рассчитывать температурные характеристики атмосферы. Мощная линия поглощения водяного пара находится в районе 22.235 ГГц и может быть использована для получения характеристик атмосферной влажности. Существует множество важнейших линий поглощения на других  частотах, среди которых стоит отметить вторую линию поглощения кислорода (118.72 ГГц) и еще одну линию поглощения водяного пара (183.31 ГГц). Существуют и другие, более слабые линии поглощения, например, такие как у озона, которые используются для измерений его стратосферной концентрации и для измерений температуры в стратосфере.
Атмосферные осадки, такие как жидкие капли воды или замороженные частички льда могут использоваться как микроволновые источники атмосферной информации на слабых молекулярных полосах поглощения. Излучение жидкой воды возрастает с частотой, а это значит, что микроволновые измерения на двух частотах (одна из которой близка к центру поглощения, а другая находится ближе к прозрачной зоне) позволяют нам получить важнейшую информацию о вертикальном содержании водяного пара и жидкокапельной воды. Такая технология измерений применяется в радиометрах, оборудованных двумя или более каналами. Обычно, в качестве линии, близкой к поглощательной выбирают полосу в районе 22.235 ГГц, в то время как в роли прозрачной зоны выбирают полосу в районе 31 ГГц. Более того, существует закономерность возрастания рассеивания микроволновой радиации в зависимости от роста атмосферных осадков на высоких частотах (более 90 ГГц). Этот эффект возрастания рассеяния используется в атмосферных наблюдениях с применением поляризационных микроволновых измерений для того чтобы с высокой эффективностью разделять дождь и облака в искомых параметрах. Кроме того, данный эффект может быть использован для связки профильного содержания снежных или ледяных частичек при измерениях с космоса или с Земли.

## Техническая конфигурация
Микроволновый радиометр состоит из антенны, микроволновых радиочастотных компонентов и системы обработки сигнала на промежуточных частотах. Сигнал, поступающий из атмосферы, обычно очень слаб и нуждается в усилении порядка 80 дб. Для усиления, зачастую, используют гетеродинную технику, с её помощью сигнал конвертируется до более низких частот. Для того чтобы избежать появления ненужных шумов на приемном блоке, температурные условия внутри системы должны поддерживаться в стабильном режиме.
Большинство наземных микроволновых радиометров оборудованы внешними метеорологическими датчиками, чувствительными к температурным и влажностным изменениям в атмосфере. Кроме того, сейчас распространено использование GPS датчиков, которые крепятся на корпус радиометра снаружи и позволяют регистрировать время и местоположение. Антенна, в большинстве случаев, расположена внутри радиометра. Измерения проводятся сквозь отверстие, заполненное пенообразным материалом, который прозрачен для микроволнового излучения. Данный материал предназначен для защиты антенны от попадания пыли, жидкой воды или снега. Радиометр может быть оборудован и воздуходувным устройством, предназначенным для защиты приборного отверстия радиометра от скапливания росы, снега или льда.

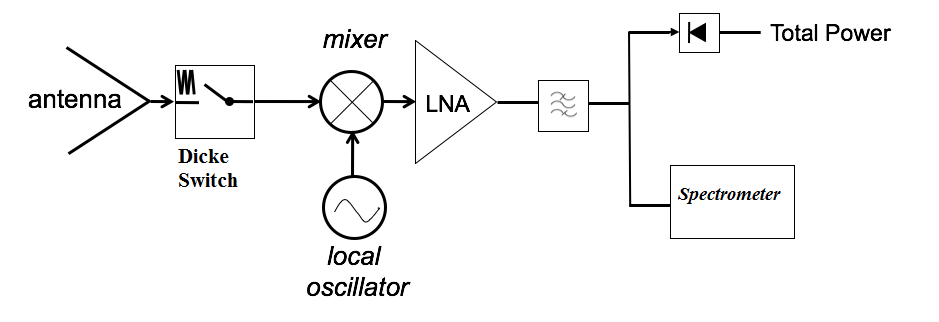
Блок-схема микроволнового радиометра, работающего на гетеродинном принципе.

Попав на антенну при приеме, частота сигнала изменяется в сторону промежуточных радиочастот. Этот процесс происходит с помощью использования осциллятора, установленного внутри радиометра. Затем, с помощью усилителя, мощность сигнала увеличивается. На данном этапе сигнал регистрируется системой в режиме полной мощности. Регистрация сигнала происходит путем разбивания его на несколько частотных полос, используя спектрометр. В тех случаях, когда требуется высокочастотная калибровка прибора, используется переключатель Дикке.

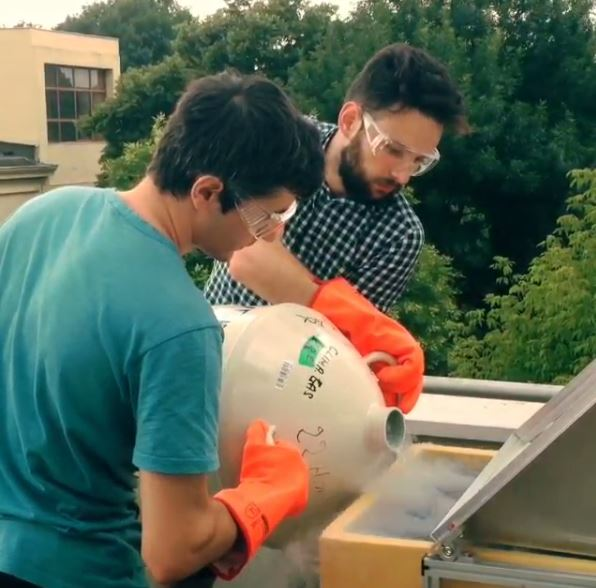
Калибровка микроволнового радиометра, проводимая научными сотрудниками Института Исследований в Области Оптоэлектроники, Магурэле (Румыния).

## Калибровка
Калибровка — один из самых важных процессов настройки радиометра, она является основой последующих высокоточных измерений яркостной температуры. Следовательно, от качества калибровочного процесса будет зависеть качество получаемых данных, таких как профили влажности, температуры или содержание водяного пара в атмосфере. Самый простой способ калибровки радиометра — это так называемая «горячая и холодная» калибровка. При таком методе, в качестве образцов, используются два абсолютно черных тела с разными температурами: одно тело является «горячим», второе «холодным». Физические значения температуры этих образцов известны, на их основе можно рассчитать яркостную температуру, которая линейно связана с напряжением радиометра на выходе.
В качестве абсолютно черных тел для калибровки, в наземных радиометрах, обычно, используется внешняя «мишень» как «горячее» тело. В роли «холодного» тела может выступать, как, другой объект, охлажденный жидким азотом до температуры в 77 K, так и сегмент чистого неба, на который направляется радиометр в режиме измерений «в зенит». Во втором случае необходимо применить теорию переноса тепла для расчета яркостной температуры выбранного небесного сегмента. В спутниковых радиометрах, «горячим» телом является подогретая «мишень», а в качестве «холодного» просто используется фоновое космическое излучение. В целях повышения точности и стабильности калибровок микроволнового радиометра, в качестве «мишеней» могут использоваться переключатели Дика либо источники внутреннего шума, исходящего из самого радиометра.

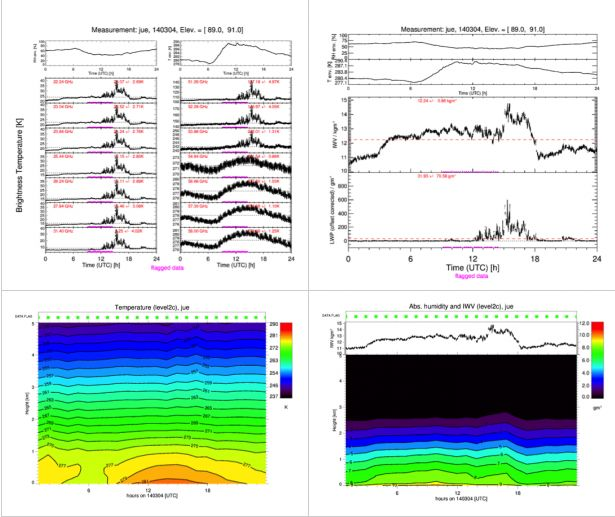
Графики яркостной температуры (a) от 14-го Апреля 2015-го, рассчитанной на 7-ми разных частотах в диапазонах частот от 11-ти до 36-ти ГГц (справа) и от 46-ти до 56-ти ГГц, интегральное содержание водяного пара (b) и содержание жидкокапельной воды, температурные профили (c) на высотах от 0 до 5-ти км, профили абсолютной влажности на том же интервале высот.

## Расчет вертикальных профилей температуры и влажности
Вычисление таких физических характеристик атмосферы как температура и содержание водяного пара с помощью микроволновой радиометрии — нетривиальная задача, для решения которой было разработано несколько математических алгоритмов расчета (например, техника оптимального оценивания). Профили температуры рассчитываются на основе измерений на частотах близких к 60-ти ГГц, где находится полоса поглощения микроволновой радиации кислородом. Излучение на любой высоте почти прямо пропорционально температуре и плотности кислорода. В отличие от водяного пара, кислород равномерно распределен в атмосфере по всему миру. Благодаря тому, что вертикальный профиль концентрации кислорода известен априори, сигналы на основе яркостной температуры могут быть использованы напрямую для расчета профилей физической температуры.
Принцип расчета строится на том, что сигнал в центре линии поглощения в основном поступает с участков атмосферы, расположенных ближе к радиометру (обычно, это не более нескольких сотен метров). По мере движения в сторону от линии поглощения к прозрачной зоне, наблюдается суперпозиция сигнала и, сигнал начинает поступать от более отдаленных слоев атмосферы. Таким образом, комбинируя несколько микроволновых каналов, можно рассчитывать информацию о вертикальном распределении температуры в атмосфере. Похожий принцип используется и при расчете вертикальных профилей содержания водяного пара, в этом случае, источником данных служит линия поглощения на участке 22.235 ГГц.

## Спутниковое микроволновое оборудование
Микроволновые радиометры установлены на нескольких орбитальных спутниках. Основной задачей таких радиометров является мониторинг земной поверхности и атмосферы. Одни радиометры работают в режиме конической съёмки, примерами таких приборов являются AMSR, SSMI, WINDSAT. Другие радиометры работают в режиме перпендикулярной съёмки к земной поверхности. Второй тип радиометров используется для мониторинга солености морей и океанов, влажности почвы, температуры поверхности воды, скорости ветра над океанами, а также для наблюдений за осадками и снегом.
Примерами радиометров, работающих на борту различных спутников являются SSMI(Special Sensor Microwave/Imager),Scanning Multichannel Microwave Radiometer, WindSat, Microwave Sounding Unit, Microwave Humidity Sounder, серия японских радиометров Advanced Microwave Scanning Radiometer. В 2011-м году в космос был запущен космический аппарат Юнона, основным назначением которого является исследование атмосферы Юпитера с помощью набора микроволновых радиометров.

## Наземные сети мониторинга на основе микроволновых радиометров
На данный момент существует крупная сеть мониторинга, основанная на использовании микроволновых радиометров, она называется MWRnet. Сеть была основана в 2009-м году международной группой ученых, специализирующихся на микроволновых радиометрах. В рамках данной сети происходит обмен опытом между учеными из разных стран, в ближайшем будущем планируется разработка общего программного обеспечения и процедур контроля за качеством микроволновых данных, что приблизит сеть MWRnet к аналогичным мониторинговым сетям, таким как AERONET, CWINDE, EARLINET.